# Microsoft Windows NT 3.5
Windows NT 3.5 ist ein Betriebssystem von Microsoft und Nachfolger der Version Windows NT 3.1.

## Geschichte
Bereits gegen Ende der Entwicklung des Vorgängers, Windows NT 3.1, sammelten die Entwickler Ideen, die in diesem Stadium des Entwicklungszyklus nicht mehr realisiert werden konnten und daher für die nächste Version geplant waren, die im Herbst 1994 veröffentlicht werden sollte.
David N. Cutler wusste, dass die erste Version eines Produkts nie perfekt ist. Angespornt durch die zahlreichen Kritiken an Windows NT 3.1 wollte er unverzüglich mit der Entwicklung des Nachfolgers beginnen. Damit stand er jedoch in Konkurrenz zu Cairo, einem neuen Projekt von Microsoft unter der Führung von Jim Allchin. Windows NT sollte mitsamt dem Entwicklerteam in das Cairo-Projekt eingegliedert werden und so die Entwicklung unter einer neuen Führung fortsetzen. Cutler akzeptierte diese Entscheidung nicht und verließ das Entwicklerteam. Bill Gates befürchtete, dass Cutler das Unternehmen komplett verlassen würde, und versuchte, ihn zum Bleiben zu bewegen. Cutler akzeptierte dies schließlich, indem er gemeinsam beide Projekte entwickelte und die neue Führung lediglich als Formsache betrachtete.
Für das neue Betriebssystem setzte sich das Entwicklerteam drei grobe Ziele. Das erste Ziel war Leistung, denn Windows NT 3.1 galt weithin als zu langsam. Die sehr hohen Hardwareanforderungen des Vorgängers sollten reduziert und die Leistung des Betriebssystems optimiert werden, was vor allem durch den Einsatz verbesserter Compiler gelang. Im Juni 1994 berichtete Microsoft von einem vier bis acht Megabyte geringeren Speicherverbrauch gegenüber dem Vorgänger sowie 50 bis 100 Prozent schnellere Grafikdarstellung und 20 bis 30 Prozent schnellere Dateizugriffe.
Das zweite Ziel war NetWare-Kompatibilität. Novell versprach zwar einen NetWare-Client für Windows NT, zögerte die Auslieferung aber wiederholt hinaus. So entschied sich Microsoft schließlich, einen eigenen NetWare-Client zu entwickeln und mit Windows NT 3.5 auszuliefern. Das Entwicklerteam wusste, dass Windows NT keine Chance auf dem Markt haben würde, wenn es keine Möglichkeit zur Anbindung an NetWare-Netze böte.
Das dritte Ziel war Kompression. Aufgrund des wachsenden Bedarfs an Festplattenspeicher waren Programme wie DoubleSpace unter MS-DOS weit verbreitet. Windows NT 3.5 sollte eine ähnliche Technologie unterstützen.
Ein weiteres Augenmerk richteten die Entwickler auf den TCP/IP-Protokollstapel. Der in Windows NT 3.1 enthaltene Protokollstapel war von einem Drittanbieter namens Spider Systems lizenziert. Dessen Code basierte auf der in Unix verwendeten STREAMS-Programmierschnittstelle. Dadurch musste STREAMS auf Windows NT portiert werden, was sich negativ auf die Leistung auswirkte. Windows NT 3.5 sollte daher einen neuen, eigens entwickelten TCP/IP-Protokollstapel beinhalten.
Erste Informationen über einen Nachfolger von Windows NT 3.1 mit dem Codenamen Daytona kamen im Dezember 1993 heraus. Im Februar 1994 wurde die Entwicklung offiziell auf der WinHEC bekanntgegeben. Ende März folgte die erste öffentliche Vorstellung des neuen Betriebssystems.
Die endgültige Version NT 3.5 wurde am 13. September 1994 veröffentlicht. Am 13. Januar 1995 kam das erste Service Pack heraus, welches unter anderem eine Methode zur Umgehung des Pentium-FDIV-Bug bot. Das Service Pack 2 folgte am 1. März 1995. Am 29. August 1995 wurde schließlich das Service Pack 3 fertiggestellt.

## Versionen
Die zwei Versionen wurden im Unterschied zu NT 3.1 umbenannt und heißen nunmehr Windows NT 3.5 Workstation und Windows NT 3.5 Server. Während es noch in Windows NT 3.1 kaum Unterschiede zwischen der Workstation und der Server-Variante gab, sind die beiden Versionen von Windows NT 3.5 klar voneinander abgegrenzt. Windows NT 3.5 Workstation akzeptiert nur 10 Client-Verbindungen, sodass ein Einsatz als Server abgesehen von kleinen Netzwerken ausgeschlossen ist.
Windows NT 3.5 Workstation war für 319 US-Dollar erhältlich (nach heutiger Kaufkraft rund 680 US-Dollar). Mit Windows NT 3.5 Server wurde das bis heute gültige Lizenzierungsmodell von Microsoft eingeführt, bei dem für jeden Client, der auf den Server zugreift, eine Lizenz zu kaufen ist. Kostete die vorherige Version des Servers noch pauschal 1.495 US-Dollar (entspricht heute rund 3.160 US-Dollar), egal wie viele Clients verbunden waren, lag der Preis nun bei 699 US-Dollar (heute rund 1.480 US-Dollar), wobei für jeden Client 39 US-Dollar (das wären heute ca. 83 US-Dollar) zu entrichten waren.
Windows NT 3.5 Server wurde nicht nur einzeln, sondern auch unter der Bezeichnung Microsoft BackOffice erstmals zusammen mit zahlreichen Programmen, wie einem Mailserver und einem Microsoft SQL Server vertrieben.

## Beschreibung
Gegenüber dem Vorgänger wurden zahlreiche Detailverbesserungen vorgenommen. So können 16-Bit-Windowsprogramme (Windows Application Programming Interface#Win16-API) in separaten Umgebungen laufen, um präemptives Multitasking zwischen ihnen zu ermöglichen und zu verhindern, dass eine fehlerhafte 16-Bit-Anwendung alle anderen 16-Bit-Anwendungen abstürzen lässt. Zudem gibt es die neue Option, ein Nutzerkonto für eine bestimmte Zeit zu sperren, wenn das Passwort zu oft falsch eingegeben wurde.
Zur Einstellung der Bildschirmauflösung und Farbtiefe wird in Windows NT 3.5 nicht mehr das alte Programm Windows-Setup, sondern die neue Systemsteuerungsoption Anzeige verwendet. Diese erlaubt es, die ausgewählten Optionen schon im Vorab zu testen, indem ein Testbild eingeblendet wird, sofern die Grafikkartentreiber dies unterstützen. Um weiters die Entwicklung von Grafiksoftware zu unterstützen, wurde in Windows NT 3.5 eine von Silicon Graphics lizenzierte OpenGL-Grafikbibliothek hinzugefügt. Zur Demonstration lagen dem Betriebssystem einige Bildschirmschoner bei.
Das neu entwickelte VFAT ermöglichte lange Dateinamen nun auch auf FAT-Partitionen, die unter dem Vorgänger NT 3.1 noch auf das 8.3-Format beschränkt waren. Aufgrund dieser Änderungen sowie weiterer Änderungen am NTFS-Dateisystem muss, falls Windows NT 3.1 und Windows NT 3.5 auf einem Rechner parallel betrieben werden sollen, ein Aktualisierungspaket von der Windows-NT-3.5-CD installiert werden, um Windows NT 3.1 den Zugriff auf diese Partitionen zu ermöglichen.
Windows NT 3.5 beinhaltet einen überarbeiteten TCP/IP-Protokollstapel, der von Grund auf neu programmiert wurde. Windows NT 3.5 unterstützt DHCP und enthält einen Namensauflösungsdienst namens WINS. Ein mitgelieferter NetWare-Client ermöglicht erstmals den Zugriff auf NetWare-Netzwerke mit Bordmitteln, ohne dass zusätzliche Software installiert werden muss. Der Remote Access Service, der unter Windows NT 3.1 lediglich den Zugriff auf NetBEUI-Ressourcen ermöglichte, unterstützt nun auch TCP/IP sowie IPX, sodass etwa auch auf NetWare-Freigaben zugegriffen werden kann. In diesem Zuge unterstützt RAS einen Verbindungsaufbau über PPP sowie SLIP.
Die Serverversion von Windows NT 3.5 enthält einige Neuerungen. Sie bietet die Möglichkeit, als NetWare-Gateway zu fungieren. So können DOS- und Windows-Clients auf Ressourcen eines NetWare-Servers zugreifen, ohne direkt mit diesem Netzwerk kommunizieren zu müssen. Ein Programm soll helfen, einen NetWare-Server mitsamt seinen Daten wie Verzeichnisse und Benutzer auf Windows NT Server zu migrieren. Andere Rechner im Netzwerk können über den Server entfernt (englisch remote) gestartet werden, was vor allem für Diskless-Workstations gedacht ist. Der RAS-Server unterstützt nun nicht mehr 64, sondern 256 eingehende RAS-Verbindungen.
Die Treiberbibliothek wurde gegenüber dem Vorgänger deutlich erweitert, so wird jetzt der PCI-Bus unterstützt sowie moderne ATAPI-CD-ROM-Laufwerke.

## Systemvoraussetzungen
Die Systemvoraussetzungen haben sich gegenüber dem Vorgänger Windows NT 3.1 nicht verändert. Zur Installation auf x86-Systemen wurden ein 80386-Prozessor mit 25 MHz, mindestens 12 MB Arbeitsspeicher, 75 MB Festplattenspeicher sowie eine VGA-Grafikkarte benötigt. RISC-Systeme erforderten stattdessen 16 MB Arbeitsspeicher und 92 MB Festplattenspeicher sowie ein CD-ROM-Laufwerk. Im Gegensatz zum Vorgänger kann Windows NT 3.5 nicht auf 80386-basierten Mehrprozessorsystemen installiert werden.
Die Installation von Windows NT ist entweder von der CD-ROM möglich, der drei Startdisketten beiliegen, oder auf x86-Rechnern von einem Diskettensatz (bestehend aus 21 3,5″-Disketten). Es ist zudem möglich, ein bestehendes Windows NT 3.1 zu aktualisieren.
Aufgrund eines Fehlers bei der Prozessorerkennung scheitert die Installation des Betriebssystems auf allen Prozessoren seit dem Pentium II. Dieses Problem wurde von Microsoft nie behoben, jedoch sind inoffizielle Patches verfügbar, um die Installation zu ermöglichen.

## Resonanz
Die Berichte von Microsoft, wonach Windows NT 3.5 schneller sei als sein Vorgänger, bestätigten sich: die gleichen Benchmarks liefen unter NT 3.5 schneller ab als unter NT 3.1, gemessen wurde dabei eine Leistungssteigerung um bis zu 100 Prozent. Das Betriebssystem verkaufte sich besser als sein Vorgängerprodukt, was nach Analysten nicht alleine auf die Verbesserungen der neuen Version, sondern auch auf Marketingfehler der Konkurrenz zurückzuführen sei. Schätzungen zufolge gab es Anfang 1995 400.000 Workstations und 141.000 Server mit Windows NT. Im Angesicht der Verbesserungen ging die Migration bestehender Systeme mit Windows NT 3.1 auf die neue Version zügig vonstatten. Für Microsoft kam der Erfolg der neuen Version überraschend, das Betriebssystem war teilweise ausverkauft. Das Angebot an 32-Bit-Windowsanwendungen (Win32-API) verbesserte sich, so gab es zu dem Zeitpunkt etwa 1.200 Anwendungen. Auch Microsoft selbst unterstützte das Betriebssystem mit 32-Bit-Versionen von Word und Excel.
Von den verkauften Systemen mit Windows NT beliefen sich auf RISC-Systeme lediglich fünf Prozent. Der Versuch von DEC, Rechner mit Alpha-Prozessoren mittels Windows NT als Desktop-PC zu etablieren, schlug fehl, sodass sich das Unternehmen auf den High-End-Markt konzentrierte, um dort eine Nische zu finden. Sowohl DEC als auch NEC, welches Rechner mit MIPS-Architektur vertrieb, hofften durch das verbesserte Betriebssystem auf einen neuen Zulauf.
Ursprünglich sollte Windows NT 3.5 auch Unterstützung für die PowerPC-Architektur bieten. IBM musste jedoch die Auslieferung der PowerPC-Prozessoren wiederholt verschieben, sodass man sich entschied, die PowerPC-Unterstützung nicht für NT 3.5 nachzuliefern, so wie es mit der Alpha-AXP-Version von Windows NT 3.1 geschehen war, sondern eine überarbeitete Version von Windows NT 3.5 unter der Bezeichnung Windows NT 3.51 herauszugeben. Dies geschah nicht zuletzt aufgrund der großen Zahl an bekannten Fehlern, die Windows NT 3.5 enthielt.